# Halvard Hanevold
Halvard Hanevold (3. prosince 1969 Asker, Norsko – 3. září 2019 Asker, Norsko) byl norský biatlonista.

## Kariéra
Ve Světovém poháru se za celou svou kariéru dočkal 23 vítězných závodů. Celkem stál na stupních vítězů 67krát.
Je držitelem celkem šestnácti medailí z mistrovství světa. 2 zlaté, 4 stříbrné a 2 bronzové získal ve štafetových závodech na 4×7,5 kilometru. 2 zlaté kovy získal v týmové soutěži a jeden nejcennější kov vyhrál v závodě na 20 kilometrů individuálně. Další medaile získal v závodech na 10 km sprint, ve smíšené štafetě nebo na 12 a půl kilometru stíhacím závodem. První medaili na mistrovství světa získal v roce 1995, tu poslední v roce 2009.
Je také trojnásobným olympijským vítězem. Na zimní olympiádě v Naganu vyhrál závod na 20 km individuálně a bral zde také stříbro ve štafetovém závodě na 4×7,5 km. Se štafetou pak ovládl i závody na olympijských tratích v Salt Lake City a ve Vancouveru. Další stříbrnou olympijskou medaili vyhrál v závodě na 10 km sprintem v Turíně a na stejné olympiádě si dojel i pro bronz v závodě na 20 km individuálně.